# World in Conflict
World in Conflict est un jeu vidéo de stratégie en temps réel développé par Massive Entertainment et publié par Sierra Entertainment le 18 septembre 2007,,.

## Histoire

### Trame
1989, l'Union soviétique connait une crise économique grave. Des négociations s'ouvrent avec les nations occidentales afin de trouver une solution avant que la situation ne dégénère. Devant l'impossibilité d'arriver à un accord, les Soviétiques finissent par rompre les négociations. Peu après, le mur de Berlin tombe sous les bombes russes, c'est l'Aube rouge. Les armées soviétiques envahissent l'Allemagne de l'Ouest et débarquent en France, les forces de l'OTAN tentent par tous les moyens de repousser leurs adversaires. 
Quelques mois plus tard, alors que la situation s'enlise en Europe, une attaque surprise est lancée contre les États-unis et la ville de Seattle, capitale de l'État de Washington, est prise. La Troisième Guerre mondiale commence. Le joueur incarne le lieutenant Parker, membre de l'US Army, commandant d'une compagnie placée sous les ordres du Capitaine Bannon et du Colonel Sawyer, chargé de repousser les troupes soviétiques.

### Camps
- États-Unis

C'est le camp principal que vous incarnerez dans la campagne solo. Le camp de « L'Ouest », les capitalistes, en guerre contre l'URSS qui forme le bloc communiste.
- URSS

Le camp adverse dans la campagne solo. L'URSS forme le bloc communiste en guerre contre les États-Unis. Les communistes sont puissants, disciplinés et nombreux au mode solo. Et en mode multijoueur, ils ont souvent l'avantage du terrain ! 
- OTAN

L'OTAN, formé le 4 avril 1949, est une alliance militaire dont l'objectif est d'organiser la défense et la sécurité de l’Europe face à l’Union soviétique après la Seconde Guerre mondiale. Dans le jeu, elle est représentée par diverses unités de quelques pays européens: Allemagne (aviation, groupe soutien, groupe air, groupe blindé), Royaume-Uni (aviation, groupe soutien, groupe blindé), France (aviation, groupe air, groupe infanterie), Italie (groupe air).

## Système de jeu
Basé sur un système de gestion des unités en temps réel, World in Conflict propose deux modes de jeu :
- En solo
- En multijoueur

Le premier vous met dans la peau du lieutenant Parker, jeune officier tout droit sorti de l'académie militaire de West Point. Votre mission sera de défendre votre patrie contre l'invasion soviétique.
Le second mode, quant à lui, vous permettra de rejoindre l'armée de votre choix (OTAN, URSS ou États-Unis) et d'affronter d'autres joueurs sur Internet.
Le jeu propose 4 types d'unités différents disponibles sur le champ de bataille, à savoir : blindés, air, infanterie et soutien. Toutes ces unités sont disponibles grâce à des points que vous pouvez dépenser pour les acheter.
L'aide tactique quant à elle est un tir de mortier hors carte ou un raid aérien sur une position précise.On peut en commander avec des points d'aides tactiques que l'on gagne en tuant des unités ennemies ou en prenant et fortifiant des périmètres. Cela va de la reconnaissance aérienne à la bombe atomique en passant par le napalm, la Daisy Cutter et les tirs de barrage d'artillerie.

## Accueil
| World in Conflict |      |       |
| Média             | Pays | Notes |
| Gamekult          | FR   | 7/10  |
| GameSpot          | US   | 95 %  |
| IGN               | US   | 93 %  |
| Jeuxvideo.com     | FR   | 17/20 |
| Joystick          | FR   | 8/10  |

Le jeu est cité dans Les 1001 jeux vidéo auxquels il faut avoir joué dans sa vie.

## Extension
La première extension du jeu, baptisée World in Conflict: Soviet Assault, a été dévoilée par Massive Entertainment en mars 2008. Elle est sortie en mars 2009 sur Windows exclusivement.